# Passage Saint-Sébastien
Passage Saint-Sébastien är en passage i Quartier Saint-Ambroise i Paris elfte arrondissement. Passagen är uppkallad efter den helige martyren Sebastian. Rue Saint-Sébastien börjar vid Rue Amelot 86 och slutar vid Boulevard Richard-Lenoir 91–95.

## Bilder
| - Gatuskylt. - Passage Saint-Sébastien. |

## Omgivningar
- Saint-Ambroise
- Place Pasdeloup
- Passage des Primevères
- Rue Saint-Sébastien
- Impasse Saint-Sébastien
- Passage des Eaux-Vives
- Rue Gaby-Sylvia
- Passage Sainte-Anne-Popincourt
- Rue Pelée
- Allée Verte

## Kommunikationer
- Tunnelbana – linje  – Richard-Lenoir
- Busshållplats Saint-Claude – Paris bussnät, linje 91

### Webbkällor
- ”Passage Saint-Sébastien”. Mairie de Paris. https://web.archive.org/web/20160303214509/http://www.v2asp.paris.fr/commun/v2asp/v2/nomenclature_voies/Voieactu/8979.nom.htm. Läst 20 oktober 2022.
- ”Passage Saint-Sébastien (11ème arrondissement)”. Les rues de Paris. https://web.archive.org/web/20191219090557/http://www.parisrues.com/rues11/paris-11-passage-saint-sebastien.html. Läst 20 oktober 2022.